# Short Brothers

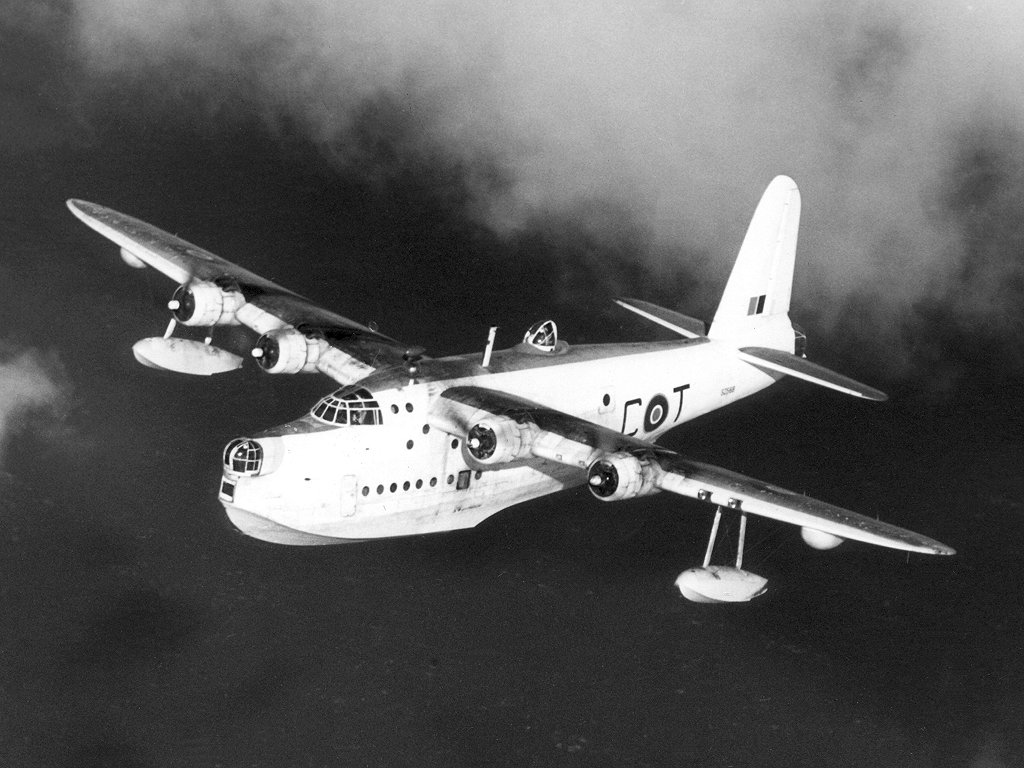
Een Short Sunderland van de Royal Air Force

Short Brothers is een Noord-Ierse vliegtuigfabrikant.
Het bedrijf werd opgericht in 1908. Ze was van de Eerste Wereldoorlog tot in 1948 gevestigd in Rochester (Kent), en werd bekend als bouwer van vliegboten bouwde zoals de Stirling en de Sunderland. In 1948 verhuisde de firma naar Belfast. Sinds 1989 is ze onderdeel van het Canadese Bombardier.

## Tijdlijn
‎{{
}}